# Saint-Jean-de-Sixt
Saint-Jean-de-Sixt è un comune francese di 1 385 abitanti situato nel dipartimento dell'Alta Savoia della regione dell'Alvernia-Rodano-Alpi.

## Società

### Evoluzione demografica
Abitanti censiti